# Kourskaïa (métro de Moscou, ligne Arbatsko-Pokrovskaïa)
Kourskaïa (en russe : Ку́рская et en anglais : Kurskaya), est une station de la ligne Arbatsko-Pokrovskaïa (ligne 3 bleue) du métro de Moscou. Elle est située sur le territoire de l'arrondissement Basmanny dans le district administratif central de Moscou.

## Situation sur le réseau
Établie en souterrain, à 31 mètres sous le niveau du sol, la station Kourskaïa est située au point 031+51 de la ligne Arbatsko-Pokrovskaïa (ligne 3 bleue), entre les stations Baumanskaïa (en direction de Chtchiolkovskaïa), et Plochtchad Revolioutsii (en direction de Piatnitskoïe chosse).

## Histoire
La station Kourskaïa est mise en service le 13 mars 1938, lors de l'ouverture à l'exploitation de la section de Plochtchad Revolioutsii à Kourskaïa.

## Décor et architecture
Conçue par L.M. Poliakov et achevée en 1938, la station a des pylônes et des murs carrelés en marbre gris, avec des appliques lumineuses et des grilles de ventilation circulaires.